# São Julião de Montenegro
São Julião de Montenegro é uma povoação portuguesa do Município de Chaves que foi sede da extinta Freguesia de São Julião de Montenegro, freguesia que tinha 14,56 km² de área e 280 habitantes (2011), e, por isso, uma densidade populacional de 19,2 hab/km².
A Freguesia de São Julião de Montenegro foi extinta em 2013, no âmbito de uma reforma administrativa nacional, tendo sido agregada às Freguesias de Eiras e Cela, para formar uma nova freguesia denominada União das Freguesias de Eiras, São Julião de Montenegro e Cela com sede em Alto da Micha.

## População
| Número de habitantes | Número de habitantes | Número de habitantes | Número de habitantes | Número de habitantes | Número de habitantes | Número de habitantes | Número de habitantes | Número de habitantes | Número de habitantes | Número de habitantes | Número de habitantes | Número de habitantes | Número de habitantes | Número de habitantes |
| -------------------- | -------------------- | -------------------- | -------------------- | -------------------- | -------------------- | -------------------- | -------------------- | -------------------- | -------------------- | -------------------- | -------------------- | -------------------- | -------------------- | -------------------- |
| 1864                 | 1878                 | 1890                 | 1900                 | 1911                 | 1920                 | 1930                 | 1940                 | 1950                 | 1960                 | 1970                 | 1981                 | 1991                 | 2001                 | 2011                 |
| 423                  | 460                  | 529                  | 438                  | 459                  | 393                  | 432                  | 512                  | 583                  | 557                  | 380                  | 363                  | 268                  | 293                  | 280                  |

(Obs.: Número de habitantes "residentes", ou seja, que tinham a residência oficial nesta freguesia à data em que os censos  se realizaram.)

## Património
- Igreja Paroquial de São Julião de Montenegro